# Cascades Kundalila
Les cascades Kundalila són unes cascades del riu Kaombe, a Zàmbia. El riu Kaombe cau pel cingle de Muchinga, creant un salt d'aigua prop de la petita ciutat de Kanona, al districte de Serenje de la província de la Província Central, a la part oriental de Zàmbia, a 400 km al nord-est de la seva capital, Lusaka.
El nom «Kundalila» significa «colom que plora» en la llengua local bemba.
Les cascades Kundalila formen part de la llista de Monuments Naturals oficials de Zàmbia.

## Localització
Aquestes cascades es troben a 1.477 metres sobre el nivell del mar.
S'ha de conduir per la T2 «Gran Carretera del Nord» (Great North Road) fins a Kanona, on es veu una cruïlla amb la senyal «Kundalila Falls 14km - National Monument» (13° 04′ 13″ S, 30° 38′ 04″ E / 13.070171°S,30.63445°E). S'ha de seguir el camí de grava. Després de 500 m, s'ha de creuar les vies del TAZARA i, al final del camí, es poden veure les cascades.

## L'entorn
Les cascades estan situades en una zona de prats i boscos a la vora del cingle de Muchinga, on l'aigua clara descendeix 80 m cap a una piscina d'aigua cristal·lina que hi ha sota, i és un lloc ideal per a un pícnic i un bany refrescant. Es permet banyar-se i hi ha un càmping obert. Es poden veure micos blaus que habiten pels boscos de la zona, i alguns corbs de coll blanc.
Des de la part alta de les cascades, hi ha una vista espectacular sobre la vall del Luangwa, que forma part del Rift Albertí, la branca occidental del Rift d'Àfrica Oriental.
El punt més alt de la zona és de 1.593 metres sobre el nivell del mar, a 1,6 km al sud de les Cascades Kundalila. L'àrea al voltant de les cascades té molt poca població, amb una densitat de 6 persones/km².
Les plantes que hi ha al voltant de les cascades de Kundalila, gairebé totes són de la sabana.

## El clima
El clima és subtropical humit. La temperatura mitjana és de 20 °C. El mes més càlid és l'octubre, amb 28 °C, i el mes més fred és juny, amb 16 °C. La precipitació és de 1.191 mil·límetres per any. El mes més plujós és gener (amb 331 mm de pluja), i el mes més sec és el juny (amb 1 mm de pluja).